# François Arbellot
François Arbellot, également connu comme l'abbé Arbellot et chanoine Arbellot, né le 21 décembre 1816 à Saint-Léonard-de-Noblat en Haute-Vienne et mort dans la même commune le 6 décembre 1900, est un prêtre, écrivain, historien et archéologue français, membre puis président (en 1871) de la Société archéologique et historique du Limousin.

## Biographie
François Arbellot appartient à la famille Arbellot, une famille subsistante d'ancienne bourgeoisie française, originaire de Bellac en Haute-Vienne,, où elle est attestée depuis le milieu du XVIe siècle ; cependant, « la Révolution n'avait pas été clémente pour certains de ses membres : son père, Martial Arbellot, qui avait épousé Anne Villard, se trouvait dans une position peu aisée et ce fut dans une modeste auberge du faubourg Banchereau de Saint-Léonard que François Arbellot vit le jour ».
Arbellot étudie au collège ecclésiastique de Felletin puis au séminaire ; il est ordonné prêtre du diocèse de Limoges en 1839, enseigne au collège de Felletin devenu séminaire jusqu'en 1843 ; il est nommé vicaire à Saint-Junien de 1843 à 1847 et curé-archiprêtre de Rochechouart de 1856 à 1867 ; il est chanoine titulaire de la cathédrale de Limoges en 1867 et historiographe du diocèse de Limoges,.
Il est l'un des fondateurs de la Société archéologique et historique du Limousin, créée en 1845, et membre de plusieurs sociétés savantes ; il publie de nombreux articles dans des revues savantes, ainsi qu'un nombre important d'ouvrages consacrés à l'histoire du Limousin.

## Publications

### Œuvres (sélection)
- Notice sur le tombeau de saint Junien, Limoges, Chapoulaud frères, 1847, 24 p. Lire en ligne.
- Documents historiques sur la ville de Saint-Junien, Saint-Junien, Barret, 1847.
- Château de Chalusset. Description et documents historiques, suivis de quelques notes sur l'église de Solignac, Limoges, Ardillier fils, 1851 En ligne sur Gallica.
- Cathédrale de Limoges, histoire et description, Paris, V. Didron, 1852, 80 p. Lire en ligne.
- Revue archéologique et historique de la Haute-Vienne. Guide du voyageur, Limoges, Ducourtieux et Cie, 1854, 283 p. Lire en ligne.
- Dissertation sur l'apostolat de Saint-Martial et sur l'antiquité des églises de France, Paris, Victor. Didron, 1855, 247 p. Lire en ligne.
- Les Trois Chevaliers défenseurs de la cité de Limoges (1370), Limoges, Chapoulaud frères, 1858, 20 p. En ligne sur Gallica
- Biographie de François de Rousiers, gentilhomme du XVIe siècle, suivie de notes généalogiques et historiques sur sa famille, Paris, Jacques Lecoffre, 1859, 104 p. En ligne sur Gallica.
- Documents inédits sur l'apostolat de saint Martial, et sur l'antiquité des églises de France, Paris, Jacques lecoffre, 1860, 96 p. En ligne sur Gallica.
- Vie de saint Léonard solitaire en Limousin. Ses miracles et son culte, Paris, Jacques Lecoffre, 1863, 32 p. Lire en ligne.
- Félix de Verneilh, notice biographique, Limoges, Chapoulaud frères, 1865. En ligne sur Gallica.
- Observations critiques à MM. Bourassé et Chevalier sur la légende de saint Austremoine et les origines chrétiennes de la Gaule, Tours, J. Bouserez, 1870, 48 p.
- Le P. Bonaventure de Saint-Amable. Pierre de Limoges. Jean de Limoges. Bulle du pape Marin Ier en faveur du monastère de Solignac, Limoges, Chapoulaud frères, 1877, 32 p. En ligne sur Gallica.
- La Vérité sur la mort de Richard-Cœur-de-Lion, roi d'Angleterre, Paris, Haton, 1878, 116 p. , réédition : en 2009 en fac-similé, Nîmes, Lacour-Ollé  (ISBN 978-2-7504-2276-9) ; en 2016 : Cressé, Éditions des Régionalismes  (ISBN 978-2-8240-0659-8).
- Notice sur le jubé de la cathédrale de Limoges, Paris, Haton, 1878, 16 p.
- Biographie du P. Rouard de Card de l'ordre des frères prêcheurs, Paris, Haton, 1879, 94 p. En ligne sur Gallica.
- Étude sur les origines chrétiennes de la Gaule. Première partie : saint Denys de Paris, Paris, Haton, 1880, 112 p.
- Notice sur saint Antoine de Padoue en Limousin, Paris, Haton, 1880, 68 p. ; réédition en 1895. En ligne sur Gallica
- Les chevaliers limousins à la première croisade (1096-1102), Paris, Haton, 1881, 72 p. En ligne sur Gallica.
- Notice sur Gabriel Ruben, prêtre de l'Oratoire, Paris, R. Haton, 1881, 20 p. En ligne sur Gallica.
- Cathédrale de Limoges, histoire et description, Paris, R. Haton, 1883, 288 p. En ligne sur Gallica
- Les ermites du Limousin, Limoges, veuve H. Ducourtieux, 1885, 30 p.
- Origine des noms de lieu en Limousin et provinces limitrophes, Limoges, veuve H. Ducourtieux, 1887, 48 p.
- L'abbé Vitrac, notice biographique et bibliographique, Limoges, veuve H. Ducourtieux, 1887, 24 p.
- L'œuvre de LimogesLimoges, veuve H. Ducourtieux, 1888, 16 p.
- Étude historique et bibliographique sur Geoffroy de Vigeois, Limoges, veuve H. Ducourtieux, 1888, 31 p.
- Panégyrique de saint Léonard prêché par M. le chanoine Arbellot devant les pèlerins de Limoges venus au tombeau du saint, le lundi de la Pentecôte, 26 mai 1890, Limoges, M. Barbou, 1890, 14 p.
- Roland ou sculptures de Notre-Dame de la Règle, Limoges, veuve H. Ducourtieux, 1890, 7 p.
- Dom Pradilhon, l'abbé Oroux, notice biographique et bibliographique, Limoges, veuve H. Ducourtieux, 1890, 15 p.
- Autel de Saint-Martial dans la basilique de Saint-Pierre à Rome, Limoges, M. Barbou, 1891, 8 p. En ligne sur Gallica.
- Aymeric Guerrut, archevêque de Lyon, Limoges, veuve H. Ducourtieux, 1891, 16 p.
- Étude biographique sur Guillaume Lamy, patriarche de Jérusalem, Limoges, veuve H. Ducourtieux, Paris, R. Haton, 1892, 32 p.
- Étude historique sur l'ancienne vie de saint Martial et les origines chrétiennes de la Gaule, Paris, R. Haton, 1892, 48 p.
- Les Bénédictins de Saint-Maur originaires du Limousin, Paris, R. Haton, 1892, 31 p.
- Saint Martial à Ausiac, Limoges, M. Barbou, 1892, 8 p.
- Biographies limousines, Limoges, veuve H. Ducourtieux, 1893, paginé 81-120 ; suite en 1894 : Nouveau recueil de biographies limousines, 44 p., et en 1895 : Quatrième recueil de biographies limousines, 31 p.
- Martial de Brive, Tulle, Crauffon, 1893, 72 p.
- Observations critiques à M. l'abbé Duchesne sur les origines chrétiennes de la Gaule et sur l'apostolat de saint Martial, Limoges, veuve H. Ducourtieux, 1895, 62 p.
- Étude biographique et bibliographique sur Bernard Guidonis évêque de Lodève, Paris, R. Haton, 1896, 41 p.
- Temple de Jupiter à Ausiac suivi d'une observation sur la légende de saint Martial, Paris, R. Haton, 1896, 19 p.
- Vie de saint Éloi, Paris, R. Haton, 1897, 55 p.
- Du Guesclin en Limousin, Paris, R. Haton, 1898, 26 p.
- Vie de saint Martial, apôtre de l'Aquitaine, Limoges, Ducourtieux, 1899, 47 p.
- Vie de Saint Yrieix : ses miracles et son culte, Paris, R. Haton, 1900, 98 p.
- Dom Jean Birel général des chartreux, Paris et Tulle, 1900.

### Éditeur scientifique
- Chronique de Maleu, chanoine de Saint-Junien, mort en 1322, publiée pour la première fois avec des notes explicatives, et suivie de documents historiques sur la ville de Saint-Junien, Saint-Junien, Barret, 1847, 264 p. Lire en ligne.
- Fragments du poème de saint Martial, Paris, Jacques Lecoffre, 1857, 46 p.
- Miracula S. Martialis anno 1388 patrata ... nunc primum edita, Bruxelles, Polleunis, Ceuterick et Lefébure, 1882, 38 p.
- Dissertation sur le lieu de naissance de saint Vaast, suivie de l'ancienne vie du Saint, Paris, R. Haton, 1886, 75 p.
- Livre des miracles de saint Martial : texte latin inédit du IXe siècle, Limoges, veuve H. Ducourtieux, Paris, R. Haton, 1889, 40 p.

### En collaboration
- avec Auguste du Boys : Biographie des hommes illustres de l'ancienne province du Limousin, 1854.